# Elisabeth Jost
Elisabeth Jost (* 26. Mai 1934 in Oberstein; † 8. Dezember 2018 in Idar-Oberstein) war eine deutsche Musiklehrerin und Politikerin (SPD). Sie wirkte ab 1971 als Oberstudienrätin, ab 1989 Studiendirektorin und war ab 1983 Mitglied des Landtages in Rheinland-Pfalz. Ab 1998 wirkte sie als Kirchenmusikerin.

## Leben
Jost besuchte in den Jahren 1941 bis 1944 die Volksschule und von 1944 bis 1950 das Gymnasium. Nach der mittleren Reife besuchte sie von 1950 bis 1951 die Höhere Handelsschule und dann von 1951 bis 1954 das Göttenbach-Gymnasium Idar-Oberstein, wo sie 1954 das Abitur ablegte. Danach studierte sie Schulmusik (Hauptfach Orgel), Musikwissenschaft, Germanistik und Mathematik in Mainz und Wien und legte 1957 die Staatsprüfung Klavier an der Musikakademie Wien ab. Sie arbeitete als Assistentin und bestand 1959 das Staatsexamen. Ab 1960 war sie im höheren Schuldienst in Trier, Hermeskeil, Kirn und Idar-Oberstein beschäftigt. Im Jahr 1971 wurde sie Oberstudienrätin. In den Jahren 1973 bis 1978 studierte sie Alte Musik mit dem Hauptfach Cembalo an der Musikhochschule Frankfurt und legte 1978 das Diplom und die Künstlerische Reifeprüfung ab. Von 1980 bis 1983 studierte sie an der Verwaltungs- und Wirtschaftsakademie Koblenz, wo sie 1983 das Diplom Verwaltungs- und Wirtschaftsakademie erwarb. 1989 wurde sie Studiendirektorin. Sie war Fachberaterin Musik, Mitglied der fachdidaktischen Kommission Chor/Orchester des Kultusministeriums. Von 1987 bis 1988 besuchte sie das Staatliche Institut für Lehrerfortbildung Speyer und absolvierte 1997–1998 ein externes Studium Kirchenmusik, das sie 1998 mit der C-Prüfung abschloss. Sie war Meisterschülerin in Saarbrücken und Zürich mit Staatsexamen im Hauptfach Orgel, Konzerttätigkeit und Dozentin an der Volkshochschule. Im Jahr 2018 gab Jost mit 84 Jahren ihr letztes Konzert anlässlich ihres Geburtstages in der Christuskirche in Idar-Oberstein.

## Politik
Im Jahr 1966 trat sie der SPD bei und war ab 1975 Mitglied des Stadtverbands- und des Unterbezirksvorstands der SPD. Sie war 1976–1988 Unterbezirksvorsitzende, stellvertretende Bezirksvorsitzende der Arbeitsgemeinschaft Sozialdemokratischer Frauen und ab 1985 stellvertretende Landesvorsitzende der Arbeitsgemeinschaft Sozialdemokratischer Frauen.
1974 wurde sie Mitglied des Stadtrats Idar-Oberstein, war dort im Fraktionsvorstand und von 2009 bis 2012 Fraktionsvorsitzende. 1979–1984, 1989–1994 und seit 2004 gehörte sie wieder dem Kreistag Birkenfeld an und war von 1979 bis 1984 Mitglied des Fraktionsvorstands der SPD im Kreistag Birkenfeld.
1983 wurde sie in den zehnten Landtag Rheinland-Pfalz gewählt, dem sie bis zum Ende der Wahlperiode 1987 angehörte. Im Landtag war sie Mitglied im Ausschuss für Wirtschaft und Verkehr und im Petitionsausschuss.

## Auszeichnungen
Jost war Trägerin des Bundesverdienstkreuzes sowie der goldenen Brosche mit Streifenjaspis der Stadt Idar-Oberstein.